# Museumstraat (Amsterdam)

Plattegrond Museumstraat en Rijksmuseumgebouw.

De Museumstraat in Amsterdam verbindt de Stadhouderskade ter hoogte van de Museumbrug met het Museumplein. De straat is in 1880 vernoemd naar het in 1885 voltooide Rijksmuseum, dat over de straat heen is gebouwd. Het gedeelte onder het museumgebouw is de Passage Rijksmuseum.
Bij het ontwerp van het Rijksmuseumgebouw werd de doorgang voor de Passage ingebouwd om de verbinding tussen de nog te bouwen wijken in Amsterdam-Zuid en het centrum van de stad te garanderen. Deze straat was aanvankelijk voor alle verkeer geopend. Op een oude prent staat het idee ingetekend voor een paardentramverbinding over deze route. Die is er echter nooit gekomen.
Vanaf 1931 mochten auto's er niet meer door vanwege door trillingen veroorzaakte mogelijke beschadigingen aan het gebouw en de kunstcollectie. De doorgang bleef alleen voor fietsers en voetgangers geopend. In de jaren tachtig waren er plannen om een trambaan door de Museumstraat aan te leggen, maar dat ging niet door vanwege dezelfde zorgen over beschadiging door trillingen.
Diverse museumdirecteuren hebben er sindsdien voor geijverd de straat geheel af te sluiten en onderdeel van het museum te laten worden. Tijdens de renovatie van het Rijksmuseum tussen 2003 en 2013 was er discussie over het wel of niet heropenen van de straat voor fietsverkeer. Uiteindelijk werd de Museumstraat op 13 mei 2013 heropend voor fietsers.

## Galerij

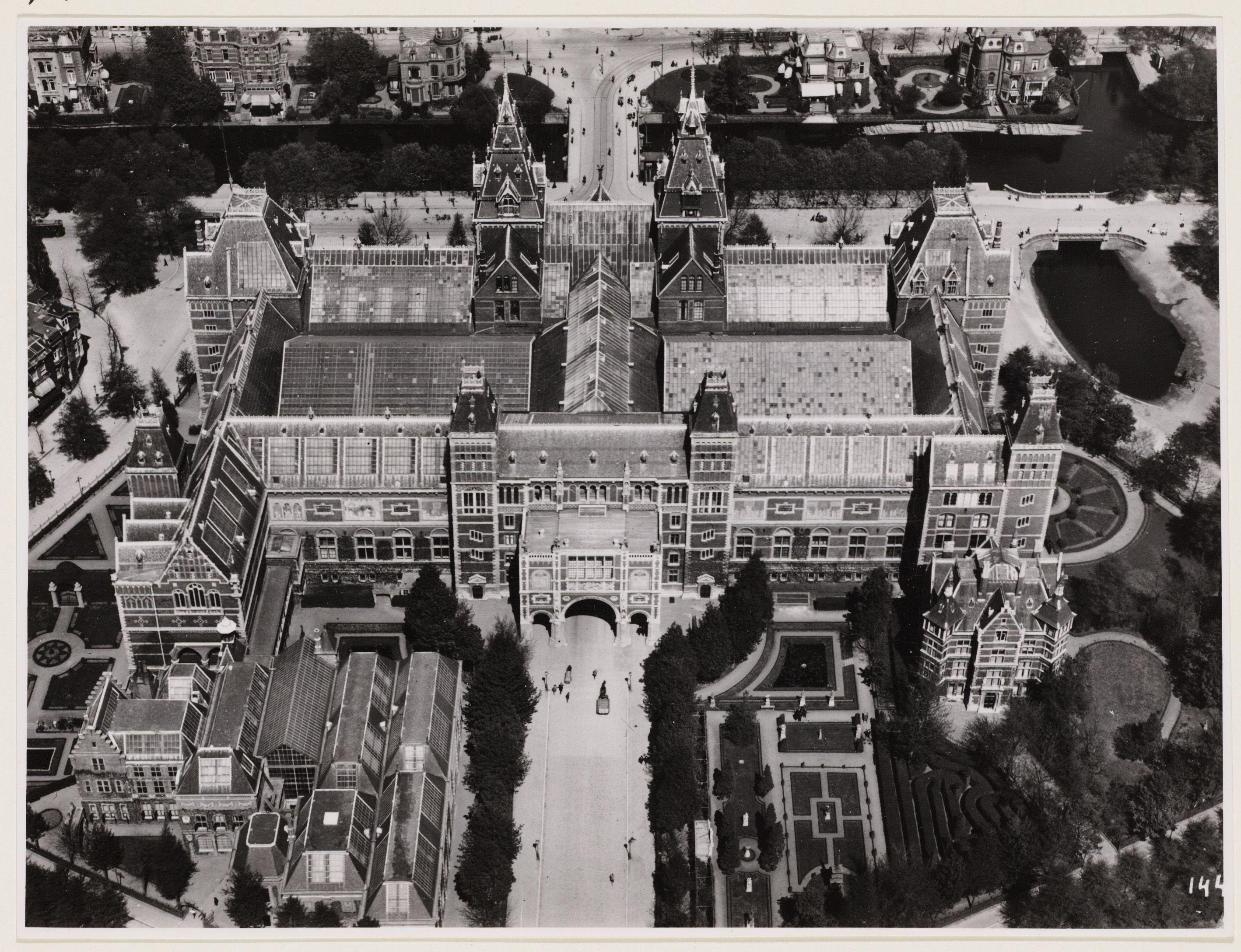
Luchtfoto van het Rijksmuseum met de Museumstraat in 1921.
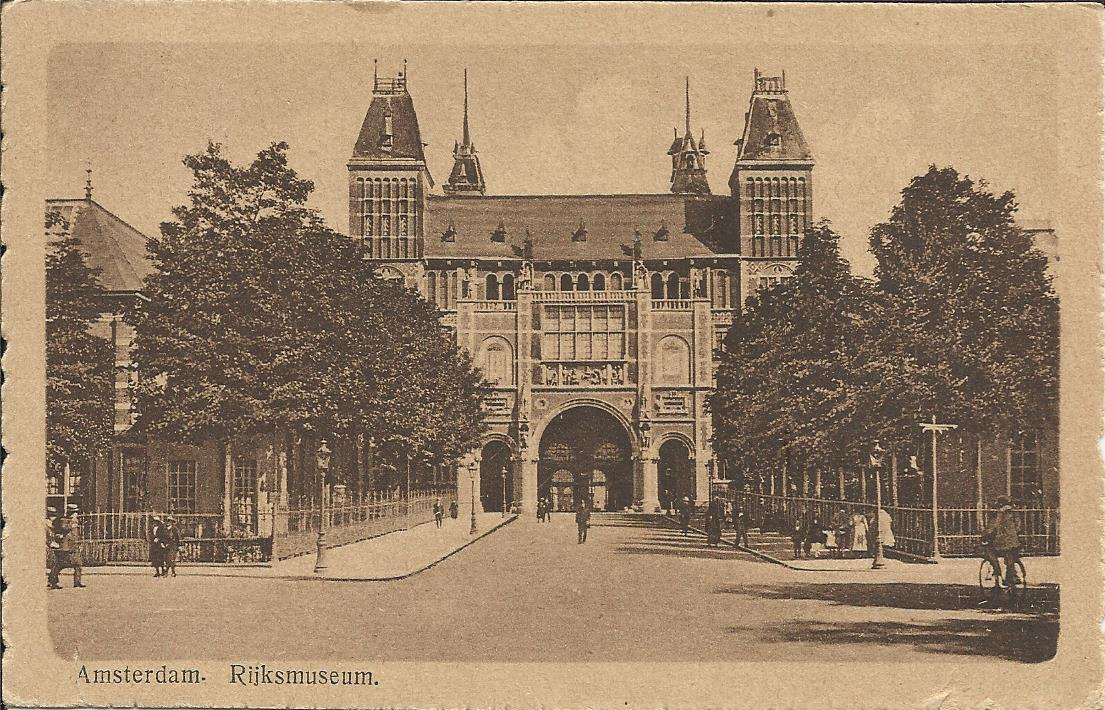
De Museumstraat gezien vanaf het Museumplein in 1925.
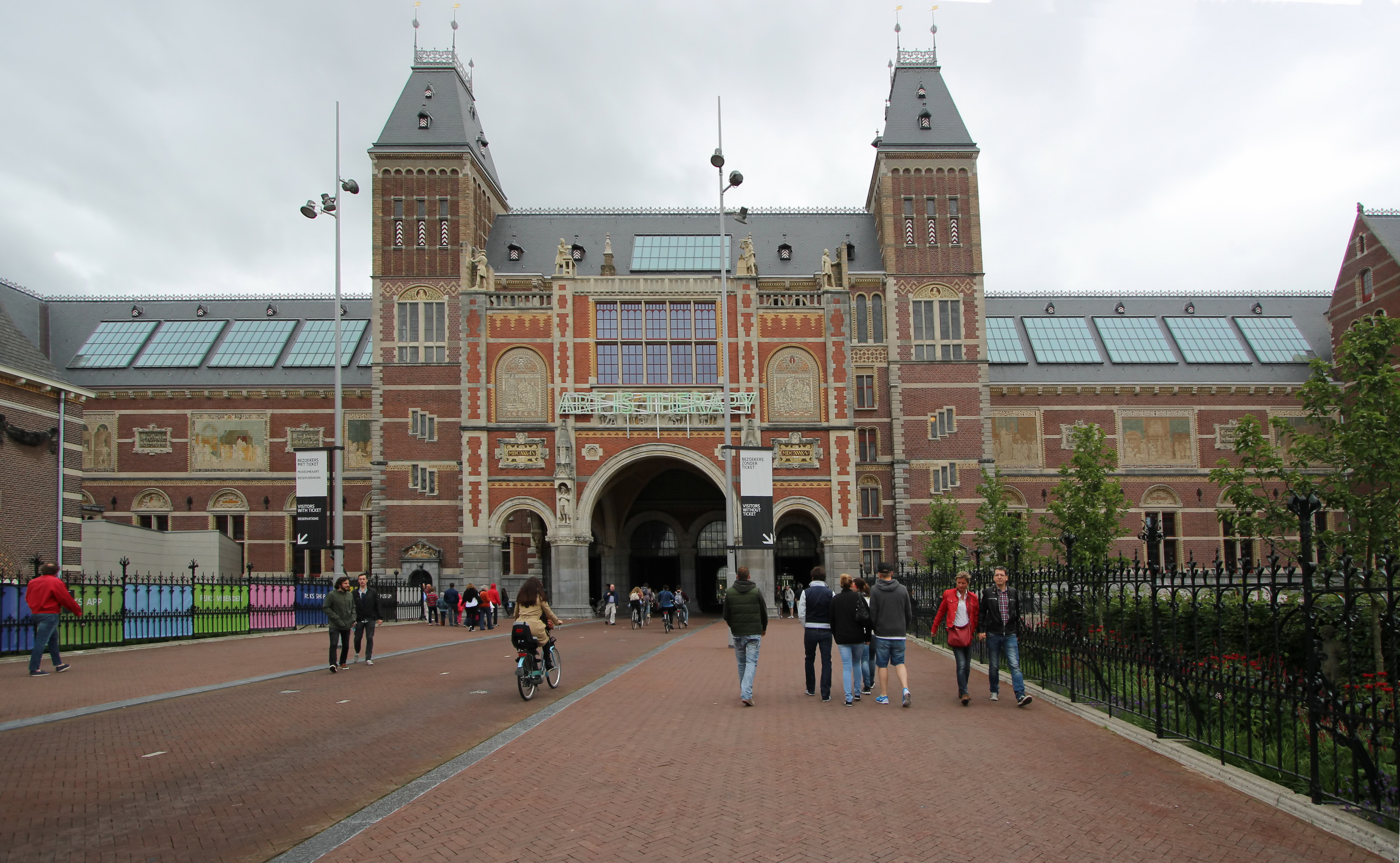
De Museumstraat gezien vanaf het Museumplein in 2014.